# Luis Tsuboyama

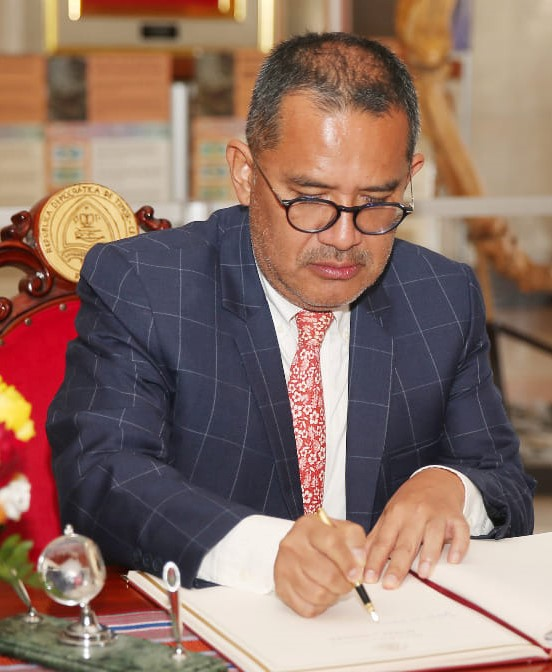
Luis Raul Tsuboyama Galvan (2023)

Luis Raul Tsuboyama Galvan ist ein peruanischer Diplomat.

## Werdegang
Tsuboyama hat einen Bachelor of Arts in Rechts- und Politikwissenschaften, einen Magister in Diplomatie und internationalen Beziehungen der Diplomatischen Akademie von Peru, einen Master of Arts der japanischen Sophia-Universität und einen Master of Arts in Global Studies der Fletcher School of Diplomacy and Law an der Tufts University.
Von 2020 bis 2022 war Tsuboyama Generaldirektor für wirtschaftliche Angelegenheiten im Außenministerium und davor der erste Missionschef in der peruanischen Botschaft in Hanoi (Vietnam). Außerdem arbeitete er als Diplomat in Japan und Singapur.
2022 wurde Tsuboyama peruanischer Botschafter in Jakarta, in Nachfolge des 2021 im Amt verstorbenen Julio Arturo Cárdenas Velarde. Am 2. März 2022 übergab Tsuboyama seine Akkreditierung für Indonesien an Präsident Joko Widodo. Tsuboyama ist zudem zuständig für die ASEAN und Osttimor. Seine Akkreditierung für die ASEAN übergab er am 9. August 2022 und für Osttimor am 1. Februar 2023 an Osttimors Präsidenten José Ramos-Horta.

## Auszeichnungen
Tsuboyama hat von der japanischen Regierung den kleinen Orden der Aufgehenden Sonne mit goldenen Strahlen und Rosette und von der spanischen Regierung das Große Ritterkreuz erhalten.